# واکس

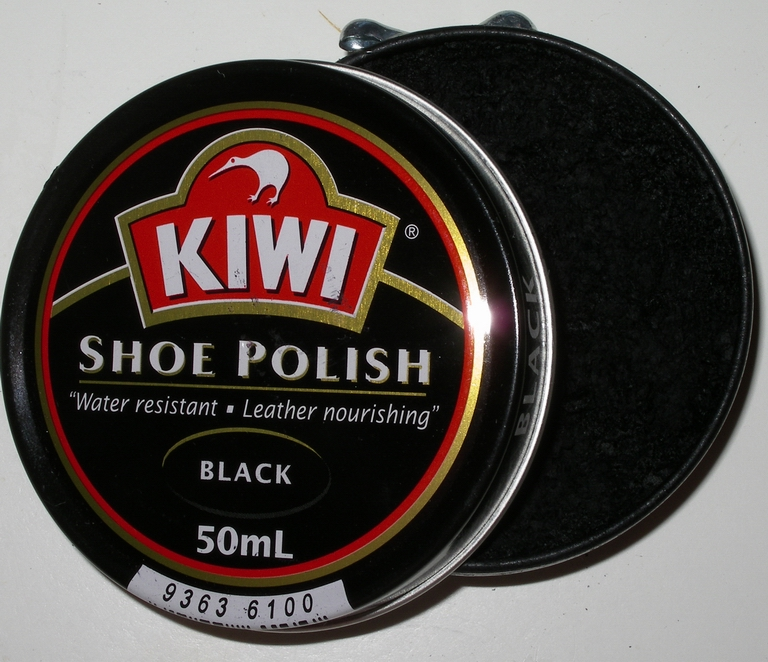
یک قوطی واکس کفش که سرپوش آن از کنار باز می‌شود.

واکْس به صورت عمومی به ماده‌ای گفته می‌شود که بر روی جسمی مالیده شود به‌طور مثال واکس کفش ماده‌ای است که روی کفش برای ایجاد لایه‌ای شفاف و محافظت از نخ‌های آن مالیده می‌شود.
انواع مختلفی از واکس برای مصارف مختلف وجود دارد:
واکس چرم برای براق کردن سطوح چرمی، واکس بدنه خودرو برای براق کردن بدنه خودرو، واکس مو برای حالت دادن و براق کردن موی سر و غیره…
معمولاً واکس ماده‌ای کرم مانند است که برای براق کردن سطح مواد مختلف استفاده می‌شود.
امروزه جهت ایجاد رفاه دستگاه‌هایی جهت واکس کفش ایجاد شده است که به آن دستگاه براق‌کننده کفش می‌گویند که به وسیله یک یا دو برس که به صورت افق قرار دارند رویه و کناره‌های کفش را تمیز می‌نماید.

## طرز تهیه واکس کفش
فرمول شماره یک
موم کارنوبا ۱۰ کیلو - موم زرد ۳ کیلو-
استارین ۱ کیلو  - اسید اولئیک ۱ کیلو-
روغن تربانتین ۴۵ کیلو - مرکب عاج (عاج سیاه) ۴ کیلو-
رنگ مشکی قابل حل در روغن ۵/۰ کیلو
موم کارنوبا، موم زرد و استارین را ذوب کنید. رنگ مشکی را با اسید اولئیک مخلوط و به تدریج تربانتین و عاج سیاه را اضافه نمایید، سپس دو قسمت را مخلوط کنید.
فرمول شماره دو 
موم زرد ۱۸ کیلو -  روغن تربانتین ۴۰ کیلو-
صابون ۲ کیلو-  آب ۴۰ لیتر-
رنگ مشکی یا قهوه‌ای قابل حل در روغن به مقدار کافی
ابتدا موم را با حرارت ملایم ذوب و روغن تربانتین را به آن اضافه کنید. سپس محلول داغ آب و صابون را در مقادیر کم به محلول وارد نموده و مرتباً بهم بزنید و در پایان رنگ مورد نظر را بیفزایید.
فرمول شماره سه
«واکس بدون رنگ برای نگهداری چرم»
موم کارنوبا ۱۰۰ گرم -  موم زرد ۴۰۰ گرم-
روغن تربانتین ۴ لیتر-  کربنات پتاسیم ۷۵ گرم-آب جوش ۶۰۰ گرم
مومها را ذوب نموده و به محلول جوشان کربنات پتاسیم اضافه کنید، بهم بزنید و از روی آتش برداری، سپس هموزن آن آب جوش اضافه نموده، مرتباً بهم بزنید، آنگاه به تدریج روغن تربانتین را در محلول وارد کنید.
فرمول شماره چهار 
موم زرد ۲ کیلو - تربانتین ۴ لیتر-
آب ۱۲ لیتر -  کربنات پتاسیم ۶۰ گرم-
رنگ قهوه‌ای ۶۰ گرم - پودر صابون ۲ کیلو
آب، صابون، کربنات پتاسیم و رنگ را توأماً به جوش برسانید و روی موم مذاب بریزید و مجموع را در حرارت ۹۰ درجه سانتیگراد در تربانتین اضافه کنید و خوب بهم بزنید.

## دربارهٔ روغن تربانتین
برای تهیه واکس کفش ابتدا باید حلال مناسب انتخاب شود. سابقاً از حلال نیتروبنزن برای این منظور استفاده می‌شد اما به علت تأثیر نامطلوبی که بر روی چرم به جا می‌گذارد استعمال آن بعدها متروک گردید. امروزه از روغن تربانتین به عنوان حلال استفاده می‌شود، اما در بعضی موارد به علت گرانی این روغن به جای آن پارافین مایع یا نفت به کار می‌برند که البته از مرغوبیت واکس خواهد کاست. در انتخاب ماده حلال باید شرایط زیر رعایت شود:
1. درجه جوش آن باید نزدیک به درجه جوش تربانتین باشد.
2. قابلیت تبخیر آن چنانچه زیاد باشد با چند بار باز و بسته شدن سرپوش قوطی واکس، محتوای آن خشک و غیرقابل استفاده می‌شود و چنانچه قابلیت تبخیر آن کم باشد به هنگام واکس زدن موجب تأخیر عمل شده و از براق شدن چرم جلوگیری می‌کند؛ بنابراین قابلیت تبخیر این ماده باید متناسب با زمان لازم باشد به طوری که عیبهای فوق ظاهر نشود.
3. قابلیت حل آن برای سایر مواد لازم در ساخت واکس و حفظ این مواد در درجات حرارت مختلف
4. علاوه بر مواد فوق باید روغن مناسبی در واکسها به کار رود که جایگزین چربی طبیعی چرم باشد و در حفظ آن عمل نماید. برای این منظور معمولاً از استارین، اولئین، لانولین و پاره‌ای روغنهای نباتی به مقدار مناسب استفاده می‌کنند.